# Дуниловичский район
Дуни́ловичский район (бел. Дунілавіцкі раён) — административно-территориальная единица в Белорусской ССР в 1940—1960 годах, входившая в Вилейскую, затем — в Полоцкую и Молодечненскую область.

## История
Дуниловичский район с центром в городском посёлке Дуниловичи был образован в Вилейской области 15 января 1940 года, в октябре установлено деление на 13 сельсоветов. 25 ноября к району были присоединены два сельсовета Поставского района.
20 сентября 1944 года передан в состав Полоцкой области. 6 декабря 1944 года к району был присоединён Куропольский сельсовет, ранее находившийся в Поставском районе Молодечненской области, но уже 9 августа 1946 года этот сельсовет был возвращён обратно.
8 июня 1950 года центр Дуниловичского района был перенесён в деревню Воропаево (в тот же день преобразовано в городской посёлок), название района осталось прежним. 8 января 1954 года в связи с упразднением Полоцкой области передан в состав Молодечненской области. 16 июля пересмотрено деление на сельсоветы.
20 января 1960 года район упразднён, территория передана в состав Глубокского района Витебской области.
По переписи 1959 года, в районе проживали 29 471 человек, в том числе 2941 в городских населённых пунктах.
Сельсоветы в 1940—1954 годах
- Волколатский;
- Воропаевский;
- Голбейский;
- Гулидовский;
- Дуниловичский;
- Жуперковский;
- Завлечский;
- Козловщинский;
- Куропольский (1944—1946);
- Ласицкий;
- Лучайковский (с 26 ноября 1940 года);
- Михайловский;
- Мосарский;
- Сергеевичский;
- Стародворский (с 26 ноября 1940 года);
- Тузбицкий.

Сельсоветы в 1954—1960 годах
- Бельковский;
- Волколатский;
- Воропаевский;
- Дуниловичский;
- Козловщинский;
- Ласицкий;
- Лучайковский (упразднён 27 марта 1959 года);
- Мосарский;
- Струкский.